# Chiesa dei Santi Fabiano e Sebastiano (Ala)
La chiesa dei Santi Fabiano e Sebastiano è la parrocchiale di Serravalle, frazione di Ala in Trentino. Fa parte della zona pastorale della Vallagarina dell'arcidiocesi di Trento e risale al XV secolo.

## Storia

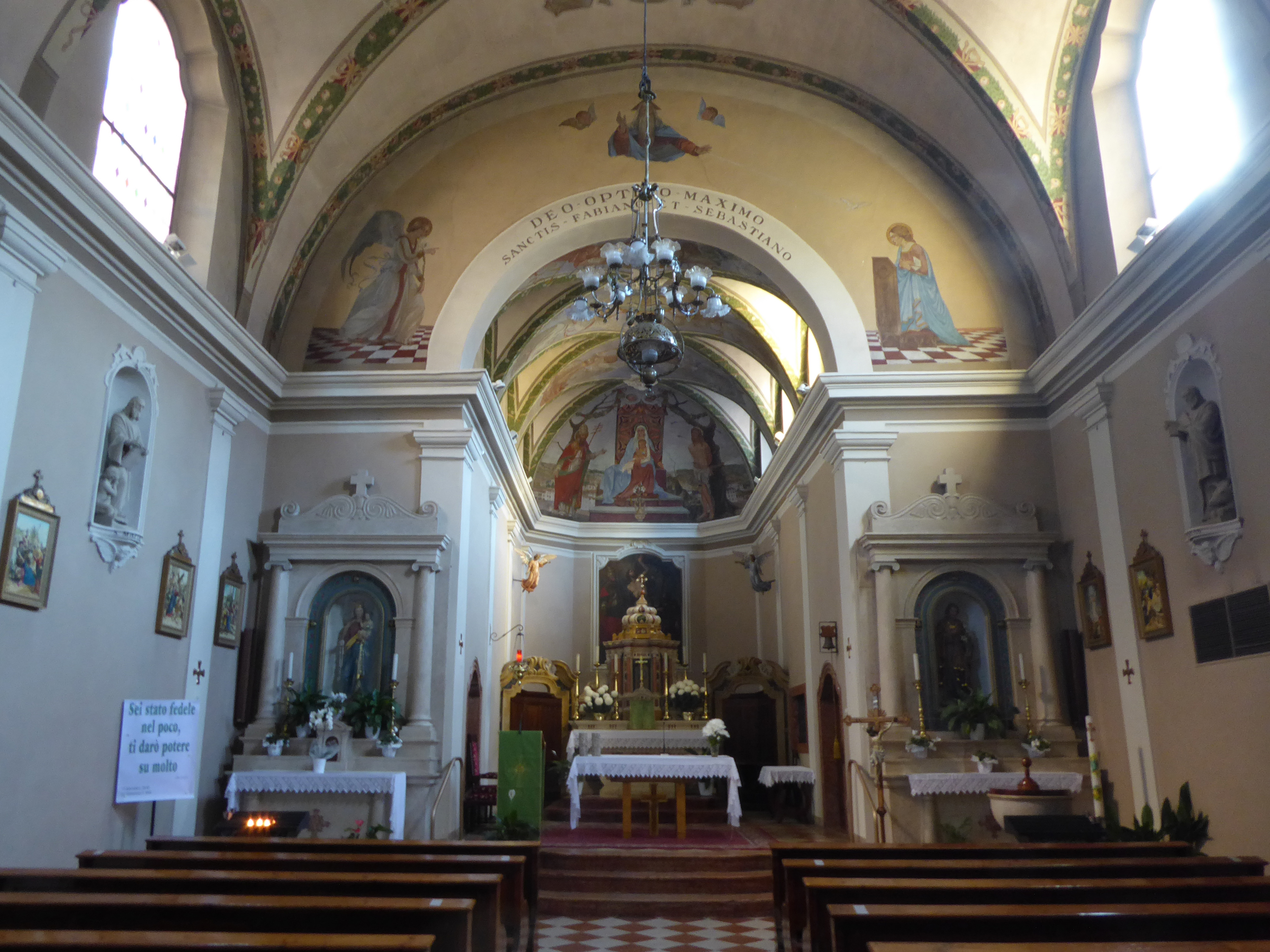
Interno

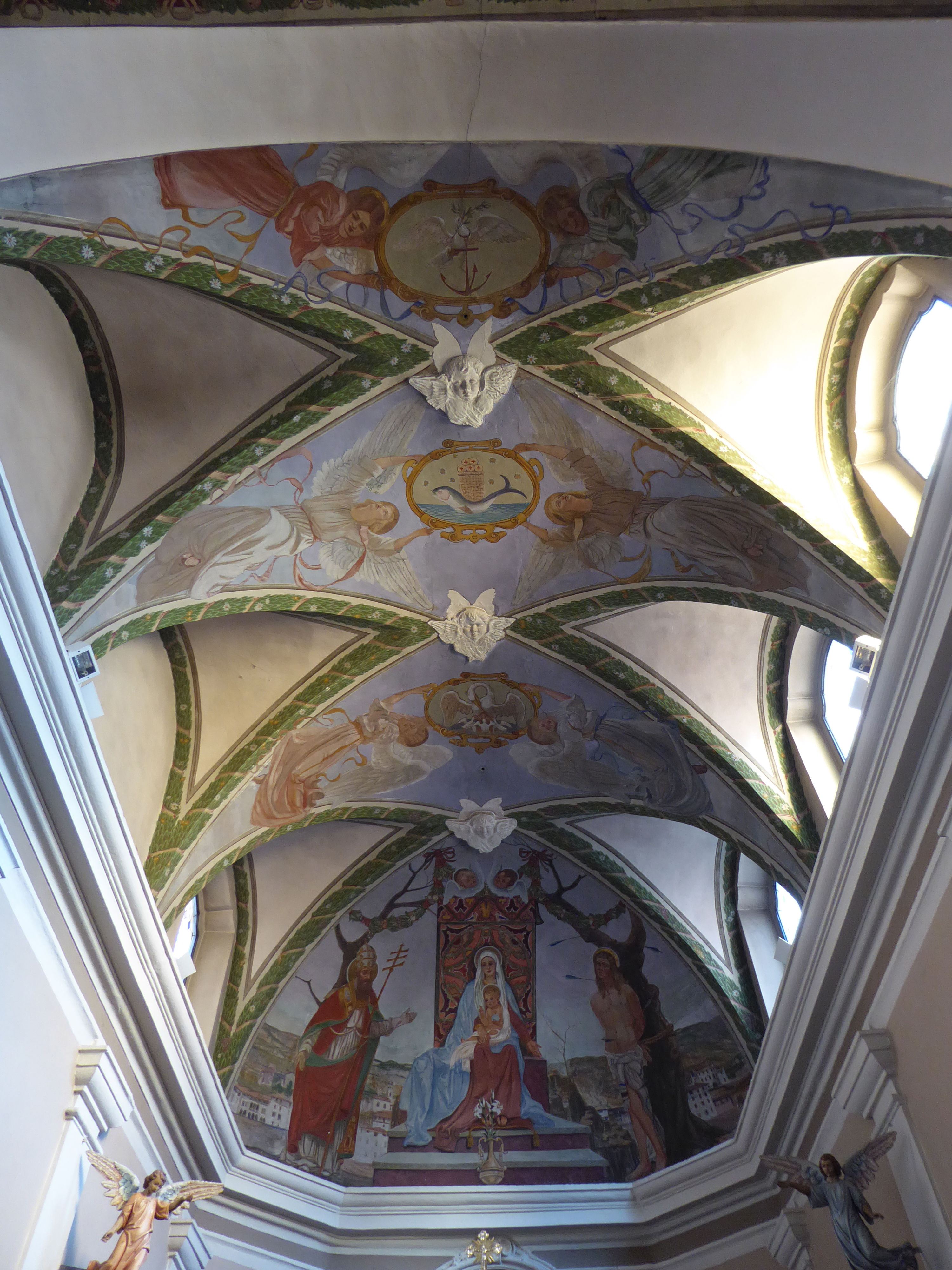
Affreschi nel presbiterio

La primitiva chiesa di Serravalle venne edificata verso la fine del XV secolo e fu menzionata già nel 1483 e la sua consacrazione venne celebrata nel 1708.
Attorno alla metà del XIX secolo si iniziò a pensare ad una sua ricostruzione per adeguarla alle necessità dei fedeli ma intanto, tra il 1863 e il 1873, fu la torre campanaria ad essere interessata da un lavoro di restauro, affidato ad Annibale Simonini di Serravalle. Nel 1873 la struttura venne collaudata.
Il progetto di un nuovo edificio venne poi realizzato nel 1894, quando venne costruita la chiesa che ci è pervenuta. La data viene ricordata da un'inscrizione presente sul prospetto principale che intende ricordare il benefattore A. S. che contribuì alla sua erezione. Ottenne dignità di chiesa parrocchiale nel 1912, distaccandosi così dalla pieve di Santa Maria Assunta di Ala.
Durante il primo conflitto mondiale subì danni gravissimi che quasi la rasero al suolo e fu resa necessaria un'opera di ricostruzione quasi completa. A lavori ultimati sulla struttura gli interni vennero decorati, attorno al 1928, dal veronese Giuseppe Zancolli, che in particolare dipinse la zona presbiteriale.
Un nuovo ciclo di arricchimenti decorativi fu realizzato negli anni cinquanta ad opera di Luigi Delaidotti, che dipinse le volte della sala. Gli ultimi interventi si sono conclusi nel 2011, ed hanno riguardato il restauro della torre campanaria ed il tinteggiamento di tutti gli esterni.

## Descrizione

### Esterni
Posta in posizione dominante nel centro di Serravalle ha orientamento verso sud est. La facciata è essenziale, caratterizzata da quattro lesene che la percorrono in tutta la sua altezza sino al frontone classicheggiante. Oltre all'incisione presente sulla facciata che ricorda il benefattore A. S. è presente un'epigrafe incisa in latino e posta accanto alla porta a ovest. Questa è stata apposta da Antonio G. Sceravalensis per mantenere il ricordo della moglie Apollonia.

### Interni
All'interno la sola navata arriva alla zona presbiteriale che si restringe ed è leggermente rialzata. Le volte sono a botte. Nel catino absidale Madonna con Bambino e Santi Fabiano e Sebastiano, di Zancolli. Dietro l'altar maggiore pala con Santi Fabiano, Sebastiano e Rocco di scuola veneta risalente al XVIII secolo.